# Asztalos Sándor út
Asztalos Sándor út est une rue de Budapest, située dans le quartier de Százados (8e arrondissement).